# Rothrist
Rothrist est une commune suisse du canton d'Argovie, située dans le district de Zofingue.

Photo aérienne (1957).

## Personnalités liées à la commune
- Lewin Blum (2001-), footballeur suisse né à Rothrist.
- Diogo Costa (1999-), footballeur suisse et portugais né à Rothrist